# Петрицький інцидент
Петрицький інцидент (грец. Επεισόδιο του Πετριτσίου; болг. Петрички инцидент), або «Війна Бродячої собаки» (грец. Πόλεμος του αδέσποτου σκύλου) — коротке вторгнення грецьких військ на територію Болгарії поблизу міста Петрич 1925 року. Причиною інциденту стали суперечності між болгарською та грецькою владою після завершення Першої світової війни.

## Інцидент
Історики вважають, що конфлікт розпочався 19 жовтня, коли грецький солдат побіг за своїм собакою, яка втекла від господаря через болгарський кордон; через це даний конфлікт іноді називають війною бродячої собаки. Чатовий, що охороняв кордон здійснив постріл у грецького солдата.
Зважаючи на напружений політичний клімат, ескалація конфлікту була неминучою; у відповідь на постріли грецький тоталітарний уряд на чолі з Теодоросом Пангалосом відрядив солдат до Болгарії з метою захоплення міста Петрич. Він також надіслав листа болгарській владі з такими вимогами:
1. покарати болгарського солдата, який поцілив у грецького військовика;
2. офіційно вибачитись від імені уряду Болгарії перед греками;
3. шість мільйонів драхм як компенсація родинам загиблих.

Болгарії було надано 48 годин на прийняття грецьких вимог.

## Міжнародне втручання

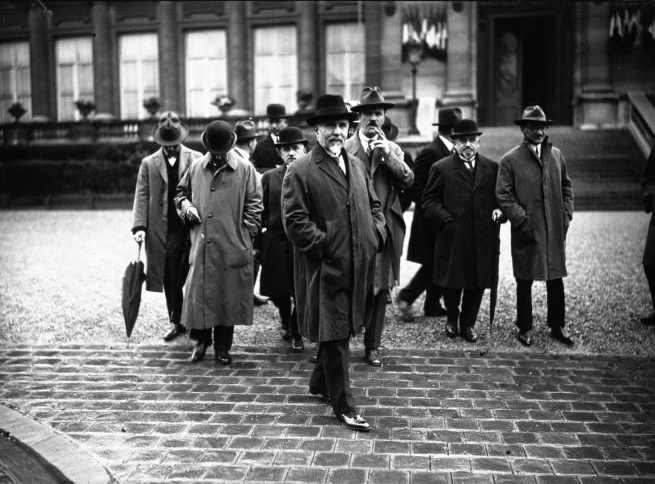
Грецький посол у Франції Карапанос під час дискусій у Лізі Націй щодо греко-болгарського конфлікту у 1925.

Болгарський уряд віддав наказ своїм військам чинити формальний опір, закликавши Лігу Націй для розв'язання конфлікту.
Ліга Націй засудила дії греків й закликала болгар сплатити грошову компенсацію. Греки виставили розмір компенсації 45 000 фунтів стерлінгів. Допоки тривав процес перемовин за участі Ліги Націй, було вбито близько 50 мирних жителів.